# Jaime Antunes
Jaime Rodrigues Antunes (Matas, Ourém, 22 de Março de 1954) é um gestor e empresário português que, até 1994 desempenho o papel de jornalista na área económica, assumindo posteriormente cargos de gestão empresarial e de investimentos imobiliários. É um assumido adepto do Sport Lisboa e Benfica, tendo já assumido cargos de dirigente do clube, incluindo uma candidatura à presidência em 2003.

## Biografia

### Formação
É licenciado em Economia pelo Instituto Superior de Economia e Gestão de Lisboa, tendo posteriormente realizado uma Pós-graduação em Mercados, Instituições e Instrumentos Financeiros.

## Carreira

### Carreira de jornalismo
Iniciou a sua carreira de Jornalista em 1973, ano em que iniciou a sua formação universitária. Começou a trabalhar no Jornal do Comércio, primeiro como revisor e posteriormente como jornalista. Terminada a formação, começou a exercer cargos de chefia nos jornais no início da década de 80, ganhando notoriedade nas televisões como comentador de economia.
Foi ainda jornalista, também na área de economia, no jornal Expresso, na Rádio Comercial, Rádio Renascença, TSF, ANOP (atual LUSA), agência LUSA, RTP, Semanário Económico, Diário Económico e revista Expansão. Chegou a assumir cargos de gestão de vários meios, como o de diretor de informação na ANOP entre 1984 e 1986, diretor do Semanário Económico desde a sua fundação até 1990, assim como entre 1993 e 1994, e diretor da revista Expansão, desde a sua fundação até julho de 1994.